# Oncidium schillerianum
Oncidium schillerianum är en orkidéart som beskrevs av Heinrich Gustav Reichenbach. Oncidium schillerianum ingår i släktet Oncidium och familjen orkidéer. Inga underarter finns listade i Catalogue of Life.